# Quinto Lutazio Catulo (console 78 a.C.)
Quinto Lutazio Catulo Capitolino (in latino Quintus Lutatius Catulus Capitolinus; 123 a.C. – 61 a.C.) è stato un politico romano.

## Biografia
Figlio del colto Quinto Lutazio Catulo e della sua prima moglie, Domizia Enobarba, fugge da Roma nell'87 a.C. all'avvento di Lucio Cornelio Cinna, ma vi fa poi ritorno e diventa edile. All'arrivo di Lucio Cornelio Silla in Italia, Lutazio Catulo si unisce a lui, e riesce ad ottenere la morte di Marco Mario Gratidiano, che aveva costretto il padre al suicidio. Questo capo dei populares venne smembrato, mutilato e infine decapitato, secondo quanto raccontato da Cicerone, ma non da Sallustio, da Catilina presso la tomba dei Lutazi Catuli con una morte dal possibile significato sacrificale.
Nel 78 a.C. diventa console e, dopo i forti contrasti con il collega Marco Emilio Lepido, la cui elezione era stata appoggiata da Pompeo, per questo pubblicamente criticato da Silla in Foro, fa varare una legge contro la violenza, la lex Lutatia de vi. Scrive Cicerone nella Pro Caelio, 70: la legge relativa tocca l'autorità, la maestà, la saldezza della patria, la salute pubblica: ed è questa legge che Quinto Catulo diede in mezzo ai conflitti armati dei cittadini, ad una repubblica stremata.
Incaricato da Silla di ricostruire il Campidoglio, precedentemente bruciato (83 a.C.), nel 78 a.C. ultima il Tabularium. Dalle sue opere di sistemazione del Colle Capitolino probabilmente prende il nome la Porta Catularia. 
Durante la ricostruzione del tempio di Giove Capitolino Catulo, non potendo modificare per motivi di conservatorismo religioso l’area e le proporzioni dell’edificio originale che risultava sproporzionato per le dimensioni del tetto, propose di abbassare l’area capitolina di modo tale che il tempio potesse essere raggiunto attraverso parecchi gradini e con un podio molto più alto di quello originale. Ciò non fu possibile per la presenza delle favisae capitolinae, ovvero di una specie di cantine sotterranee nella piazza del Campidoglio dove si riponevano le statue vecchie o gli oggetti sacri del tempio non più utilizzati. 
Il tempio di Giove Capitolino venne inoltre reso più lussuoso tramite l’utilizzo di marmi. Per tale attività Lutazio Catulo ebbe l’onore di vedere il suo nome apposto sulla fronte del tempio: Q(uintus) Lutatius Q(uinti) f(ilius) Q(uinti) n(epos) Catulus co(n)s(ul)/substructiones et tabularium/ de s(enauts) s(ententia) faciundium coeravit eidmque/probavit (Quinto Lutazio Catulo, figlio di Quinto, nipote di Quinto, console, per decreto del Senato diede in appalto e collaudò la sostruzione e l’archivio pubblico). 
Racconta Sallustio che Quinto Lutazio Catulo, dopo la consacrazione del tempio di Giove Capitolino, avesse sognato per due notti di fila Giove Ottimo Massimo indicare nel giovane Ottaviano, in precedenza sconosciuto a Catulo e successivamente riconosciuto per strada come il ragazzo del sogno, il futuro di tutore dello Stato.
Molto tempo dopo Giulio Cesare, durante il primo giorno della sua pretura, proverà a citare Quinto Lutazio Catulo per una inchiesta sulla ricostruzione del Campidoglio, ma l’opposizione degli ottimati lo fece desistere.
L’attività di Catulo come costruttore non si svolge solo nella committenza pubblica, ma anche in quella privata, nella quale provvede alla ristrutturazione della casa avita sul palatino. Questa abitazione era caratterizzata dal fatto che, non avendo potuto il costruttore ampliare la casa in orizzontale, avesse allora provveduto a scavare profondamente nel sottosuolo, fino a 6-7 m, ottenendo così un intero piano sotterraneo e dalla presenza di due atrii sovrapposti, uno al piano interrato, alto due metri, l’altro al piano superiore, sempre alto due metri, che replicava alla pianta del primo. La casa, resa così particolare anche per motivi di rappresentanza, era considerata fra le più belle del palatino e comunque superiore a quella dell'oratore L.Crasso, che già era considerata “magnifica”. La “Catulina domus” in questione è stata identificata dal prof. Carandini con la cosiddetta casa di Livia in quanto “inglobata” nel complesso di palazzi di Augusto e preservata proprio per la sua grandiosità.
Il Palatino era allora il quartiere della nobiltà romana e la casa di Catulo confinava con quella dell’oratore Ortensio e con quella di Quinto Cecilio Metello Celere. Cicerone, infatti, raccontava che durante l’agonia degli ultimi giorni, Metello battesse con rabbia il pugno sul muro in comune con la casa di Catulo, chiamando l’amico, ma invocando anche Cicerone e la repubblica, non tanto angosciato dalla propria morte, ma dall’abbandonare la patria priva della sua difesa.
Organizza il solenne funerale di Silla. Mentre l’altro console Marco Emilio Lepido intende lasciare il corpo di Silla senza sepoltura, Lutazio Catulo propone ed ottiene che la salma venga traslata in forma solenne da Cuma, dove era morto, a Roma; fa approvare anche la sospensione di ogni attività politica e giudiziaria fino alla fine delle cerimonie di purificazione che seguivano i funerali; infine pronuncia l’elogio funebre (laudatio), poiché il figlio di Silla, Fausto Cornelio Silla, era troppo giovane..
Durante il consolato stronca, ma solo dopo aver nominato Pompeo comandante dell’esercito, poiché Catulo si era dimostrato essere fatto più per dirigere la politica che la guerra, la rivolta di Lepido. Diviene allora leader della fazione degli Optimates e si impegna per il mantenimento dei risultati della riforma sillana, che può infatti restare vigente fino al 70 a.C., quando i consoli Gneo Pompeo Magno e Marco Licinio Crasso la smantellano. 
Catulo si oppone fortemente alla Lex Gabinia, nel 67 a.C. e alla Lex Manilia nel 66 a.C., ma non riesce ad impedire il conferimento degli imperia extra ordinem a Pompeo. Durante la requisitoria contro la Lex Manilia, accortosi che non riusciva a convincere nessuno, invitò i senatori a cercarsi un monte o una rupe per porre in salvo la propria libertà, invitando quindi ad una secessione così come avevano fatto i loro avi quando si erano rifugiati sul monte Sacro. 
Del discorso di Catulo sulla Lex Gabinia è stata tramandata la versione di Dione Cassio nella quale sono esposti tre motivi per cui non ritiene opportuno conferire poteri straordinari a Pompeo per combattere i pirati e, per quanto possa anche non essere quanto pronunciato effettivamente da Catulo, possono essere considerati indicativi di come la classe senatoria giustificasse il tentativo di non far primeggiare nessuno al di fuori delle regole dell’ordinamento repubblicano neppure un esponente del proprio stesso ceto sociale. Questi motivi si possono così riassumere:
- non è appropriato conferire ad un solo uomo così tanti poteri di seguito come successe con i sei consolati di Mario e con la continua proroga a Silla del comando degli eserciti;
- la legge e la tradizione già prevedono delle magistrature annuali che possono svolgere quelle attività che la lex Gabinia vuole conferire “imperia extra ordinem” a Pompeo, in quel momento privato cittadino. Inoltre, esiste la magistratura straordinaria della dittatura, limitata nel tempo (sei mesi), che può essere invocata in casi eccezionali, mentre ora si intende conferire poteri inusitati per tre anni;
- un uomo solo non può presidiare tutto il mediterraneo e dirigere bene la guerra che dovrebbe essere diretta da più comandanti indipendenti che possano competere tra di loro per il bene dello stato[17].

Nel 65 a.C. diventa censore con Marco Licinio Crasso e si oppone alla proposta, avanzata da Crasso, di allargare la cittadinanza romana ai Transpadani e di annettere l'Egitto a Roma, rendendolo tributario di Roma. In seguito a tali dissidi si dimisero entrambi dalla carica volontariamente. 
Durante l’edilità di Gaio Giulio Cesare (anno 65 a.C.), dopo che costui ebbe fatto collocare di notte in campidoglio delle immagini di Gaio Mario e della Vittoria al fine di accattivarsi le simpatie della parte popolare, nella seduta senatoria relativa a questi fatti, Catulo accusa direttamente Cesare di attentare al governo con macchine da guerra.
Nel 63 a.C., pur essendo princeps senatus e pur avendo inviato a Cesare alcuni amici per offrirgli del denaro al fine di convincerlo a ritirarsi dalla competizione elettorale, viene sconfitto da Gaio Giulio Cesare alle elezioni per la carica di pontefice massimo, e poco dopo, proprio per il risentimento dovuto a questo episodio, tenta inutilmente di fare incriminare lo stesso Cesare come partecipante alla congiura ordita contro la res publica da Lucio Sergio Catilina.
Già in precedenza, durante la seduta del senato in cui si stava trattando della congiura di Catilina, Lutazio Catulo, prendendo la parola dopo Gaio Giulio Cesare, che stava facendo propendere l’assemblea verso una pena diversa da quella di morte, si oppone fermamente a questa proposta moderata che successivamente viene definitivamente accantonata grazie all’intervento di Marco Porcio Catone Uticense. 
Nonostante la sua avversione ai catilinari, Catilina stesso, in una lettera riportata da Sallustio nel Bellum Catiline, affida a Quinto Lutazio Catulo, un tempo suo amico, la moglie Orestilla: “la tua lealtà sperimentata nei fatti, e a me preziosa nei miei grandi pericoli, dà fiducia alla mia raccomandazione…. Ora ti affido Orestilla, e la raccomando alla tua lealtà; proteggila da ogni oltraggio, te lo chiedo per i tuoi figli. Addio”. 
Nel 60 a.C., quando Cesare si candida al consolato e si adopera al fine di ottenere quell’accordo politico privato con Pompeo e Crasso che viene chiamato primo triumvirato, Cesare stesso, per appianare le divergenze tra Pompeo e Crasso, fa loro notare che, rovinandosi a vicenda, avrebbero accresciuto la forza di individui come Cicerone, Catulo e Catone. Catulo fa quindi parte di quella parte senatoria che non è solo antipopolare, ma che cerca anche di contrastare l’affermarsi dei capi militari che tramite l’arruolamento dei capite censi nelle schiere dell’esercito lotta per porre il proprio potere personale al di sopra delle istituzioni repubblicane ormai in crisi, cercando di interrompere una dinamica che porterà al principato.
Infime, persa la gran parte della sua autorità, Catulo muore nel 61 a.C.. Egli però fece tempo ad assistere al processo contro Clodio per lo scandalo della “Bona Dea” e all’assoluzione del medesimo. Cicerone, nelle lettere ad Attico, I, 16, 5, afferma che Catulo prese in disparte uno dei giudici dicendogli: “Perché mai avete voluto una guardia armata? Avete paura che vi rubino il compenso?”. Infatti, si sospetta una forte corruzione da parte di Clodio, in particolare fra i giudici estratti tra i cavalieri e i tribuni dell’erario, mentre quelli estratti dall’albo senatorio votarono tutti abbastanza compatti per la condanna del giovane politico. Fino alla fine, quindi, Quinto Lutazio Catulo si dimostra un significativo portavoce della vecchia classe senatoria, capace di contrapporsi talvolta a Cesare e talvolta a Pompeo. Secondo Dione Cassio i contemporanei lo rispettavano e onoravano perché capace di parlare in loro vantaggio, mentre Syme riconosce in lui la virtù e l'integrità, ma non lo ritiene né "brillante" né "energico", nonostante il tentativo di estorcere a Cicerone il nome di Cesare all'interno della lista dei congiurati di Catilina.
L’imperatore Galba, che succedette a Nerone, nelle iscrizioni delle sue statue si designò sempre come pronipote di Quinto Catulo Capitolino.